# 羅德侯鯨
羅德侯鯨（學名Rodhocetus）是一屬已滅絕的鯨魚，有著陸上哺乳動物的特徵，顯示了鯨魚從陸地進入海洋的過渡性。
第一個發現的物種是R. kasrani，牠的盆骨已與脊骨及後肢融合，並有分化的牙齒。另一個較近期發現的R. balochistanensis，牠的踝骨支持了羅德侯鯨是偶蹄目演化的直接連結，並推翻了很多指鯨魚是由中爪獸目衍生而成的理論。羅德侯鯨踝骨結構中的滑車是雙軸式的，在哺乳動物中只有偶蹄目有這個特性。
羅德侯鯨的耳骨已經非常像鯨魚的，但游泳方式則不同。羅德侯鯨肯定是半水中動物，後肢大而有蹼，用以在水中推進。牠的尾巴粗壯，可以作為舵。很多學者指羅德侯鯨的游泳方式像水獺，但2003年進行的主成分分析發現羅德侯鯨的四肢比例與俄羅斯麝鼴接近。
羅德侯鯨的第一個化石是於2001年在巴基斯坦的俾路支省發現，估計生存於4700萬年前。牠提供了鯨魚演化歷史的資料。

## 外部連結
http://www-personal.umich.edu/~gingeric/PDGwhales/Whales.htm （页面存档备份，存于）